# Zii e Zie
Zii e Zie è un album del cantante, cantautore e chitarrista brasiliano Caetano Veloso, pubblicato il 14 aprile 2009 su Universal Records. L'album ha vinto il Latin Grammy Award 2009 per miglior album di cantautori e la canzone A Cor Amarela è stata nominata per il Latin Grammy Award come migliore canzone brasiliana nello stesso anno. L'album è stato anche inserito nell'elenco dei migliori album brasiliani del 2009 dalla rivista Rolling Stone Brasil e la canzone Incompatibilidade de Gênios è stata anche eletta, sempre dalla rivista, come la 13a migliore canzone brasiliana dello stesso anno.
Zii e Zie è italiano per Zio e zie. Le canzoni sono state etichettate come "transsambas", perché l'album è guidato dalla samba. Veloso e la sua band hanno reso omaggio a Rio de Janeiro. Veloso ha descritto l'album come "molto chiaro e denso, con frasi melodiche". Zii e Zie si basava su molti spettacoli della band del loro "Obra em Progresso" (lavori in corso), che ha un blog ufficiale registrando il processo creativo dell'album.

## Tracce
1. Perdeu – 6:49
2. Sem Cais – 2:36
3. Por Quem? – 5:43
4. Lobão Tem Razão – 4:05
5. A Cor Amarela – 2:16
6. A Base de Guantánamo – 4:25
7. Falso Leblon – 2:42
8. Incompatibilidade de Gênios – 5:24
9. Tarado ni Você – 4:30
10. Menina da Ria – 2:19
11. Ingenuidade – 3:54
12. Lapa – 4:39
13. Diferentemente – 2:43